# Phiên tòa cần chánh án
Phiên tòa cần chánh án là bộ phim điện ảnh chính kịch của Viêt Nam phát hành năm 1987, sản xuất bởi Xí nghiệp phim Tổng hợp Thành phố Hồ Chí Minh, do Việt Linh đạo diễn kiêm viết kịch bản. Bộ phim đã giành được Giải Đặc biệt và nhà quay phim Trần Ngọc Huỳnh giành được giải Quay phim xuất sắc hạng mục Phim truyện nhựa tại Liên hoan phim Việt Nam lần thứ 8.

## Nội dung
Quỳnh Mai một nghệ sĩ từng tham gia cuộc chiến, cô có một cuộc sống như mơ của một nghệ sĩ, nhưng đằng sau đó là mối quan hệ đang rạn nứt giữ Quỳnh Mai và chồng là Hải. Cô bị nhiễm chất độc hóa học nên không thể sinh ra những đứa trẻ bình thường, cô che dấu việc này với lý do không muốn sinh con vì sợ ảnh hưởng đến sự nghiệp. Khi Quỳnh Mai tiết lộ sự thật thì cô lại Hải bỏ rơi. Phải ôm đau khổ trong lòng mà không tâm sự cho chồng, Quỳnh Mai đã tự kết liễu.

## Phân vai
- Thụy Hoàng trong vai Quỳnh Mai
- Trần Vịnh trong vai Hải
- Thanh Điền trong vai Trần Việt
- Hương Xuân trong vai Bác sĩ Lan
- Minh Kháng trong vai Đại úy Công an
- Phan Tư trong vai Bí thư Đảng ủy
- Phan Văn Tính trong vai Chủ nhiệm phim
- Quang Đại trong vai Nam

### Đội ngũ sản xuất
- Phó đạo diễn: Phạm Thùy Nhân
- Biên tập: Văn Thảo Nguyên
- Âm thanh: Lê Quang Đạo
- Thiết kế tựa đề: Kha Thùy Châu
- Thiết kế mỹ thuật: Phạm Hồng Phong
- Trợ lý mỹ thuật: Mã Phi Hải

## Giải thưởng
| Năm  | Giải thưởng                       | Hạng mục         | Đề cử              | Nhận giải              | Két quả       | Chú thích   |
| ---- | --------------------------------- | ---------------- | ------------------ | ---------------------- | ------------- | ----------- |
| 1988 | Liên hoan phim Việt Nam lần thứ 8 | Phim truyện nhựa | Phim xuất sắc      | Phiên tòa cần chánh án | Giải đặc biệt | [ 1 ] [ 2 ] |
| 1988 | Liên hoan phim Việt Nam lần thứ 8 | Phim truyện nhựa | Quay phim xuất sắc | Trần Ngọc Huỳnh        | Đoạt giải     | [ 2 ]       |